# Каниковский, Матвей Геннадиевич
Матвей Геннадиевич Каниковский (родился 11 ноября 2001 года, Москва, Россия) — российский дзюдоист и самбист. Чемпион мира 2025 года. Чемпион Европы 2024. Чемпион России 2022. Мастер спорта России международного класса по дзюдо.

## Биография
Родился 11 ноября, 2001 года в Москве. В 5 лет он под предлогом отца посетил свои первые тренировки по дзюдо. Его первыми тренерами в начале карьеры стали Александр Бобылев и Алексей Колженков. С кадетского уровня начал тренироваться под руководством Дмитрия Кабанова и Дмитрия Богатырева.

## Спортивная карьера

### 2018
Первые победы пришли в 2018 году. После победы на летней спартакиаде и первенстве России среди кадетов, Матвей отобрался на первенство Европы в весовой категории до 90 кг. В столице Боснии и Герцеговины, Сараево ему не было равных, в финале он взял вверх над грузинским спортсменом Ника Харазишвили. После победы на первенстве старого света, ему было присвоено звание "мастер спорта России" по дзюдо. В том же году он праздновал победы на кубках Европы, которые проходили в Чехии и Польше.

### 2019
В 2019 году в весовой категории до 100 кг, он выиграл три кубка Европы подряд, в Санкт-Петербурге, в Коимбре (Португалия) и в Берлине (Германия). Участник марокканского первенства мира среди юниоров, в связи с тем, что получил травму, не смог добыть медаль.

### 2021
В 2021 году выиграл первенство Европы среди юниоров (до 21 года) в Люксембурге. После удачи на первенстве Европы, он во второй раз принял участие на первенстве мира среди юниоров, в итальянском городе Ольбия, Матвей стал обладателем бронзовой медали, победив словака Виктора Адама. Так же после первенства старого света и мирового мундияля, он попробовал свои силы на престижнейшем турнире "Большой Шлем" в Абу-Даби, дойдя до финала, Матвей уступил своему соотечественнику, чемпиону мира, Арману Адамяну. Это был первый серьезный старт на взрослом уровне для него.

### 2022
В 2022 году Матвей окончательно начал выступать на взрослом уровне. В начале года он выиграл на другом турнире "Большой Шлем", в Улан-Баторе (Монголия) в весовой категории до 100 кг. В 1/4 финала он взял реванш у Армана Адамяна, а в финале Матвей одолел португальца, двухкратного чемпиона мира, Жорже Фонсека. На I Всероссийской спартакиаде сильнейших, Матвей стал победителем. В финальной схватке он снова встретился с Арманом Адамяном и выиграл данную встречу. В конце года, он неожиданного выиграл взрослый чемпионат России.

### 2023
В начале июня, Матвей выступил на первом международном турнире спустя больше года отсутствия. На гран-при Душанбе, Таджикистан. Все схватки он закончил досрочно, победив хозяина турнира Исроила Рахимова, узбека Отабека Турабоева, монгола Гончигсурена Батхюага и соотечественника Ниаза Билалова. В середине мая, стал снова первым, теперь уже на турнире большого шлема в Астане (Казахстан), выиграв всех соперников досрочно. В конце сентября выступил на большом шлеме в Баку (Азербайджан), уступив в финальном поединке грузинскому спортсмену Илье Суламанидзе. В ноябре выиграл бронзовую медаль на чемпионат Европы во Франции. В декабре выиграл очередной турнир большого шлема в Токио (Япония), одолев в финале японца Араю Доту.

### 2024
В январе Каниковский завоевал золотую медаль на гран-при Одивелаш в Португалии, выиграв в финале досрочно двукратного чемпиона мира из Испании Николоза Шеразадишвили. В начале марта стал финалистом "Большого шлема" в Ташкенте. В конце апреля Матвей выиграл чемпионат Европы в Загребе, взяв реванш в финальном поединке над грузинским дзюдоистом Ильей Суламанидзе. В декабре во второй раз стал победителем турнира серии "Большой шлем" в Токио, Япония.

### 2025
В марте выиграл в очередной раз турнир «Большого шлема» в Ташкенте, одолев в финале своего соотечественника Адама Сангараева.
В июне 2025 года на чемпионате мира в Будапеште в весовой категории до 100 кг завоевал золотую медаль. В схватке за титул блестяще одолел соперника из Японии Доту Араи.

## Стиль ведения поединков
Матвей достаточно техничный и быстрый спортсмен для своей весовой категории, его высокий рост и длина рук позволяют ему затягивать соперников в очень трудные позиции. Большинство схваток проводит в «стойке». Предпочитает спокойный стиль борьбы с неожиданными, импульсивными и взрывными отрывками в поединках.

## Спортивные достижения
- 2017:
  - Первенство Европы среди кадетов по самбо (84 кг) — ;[1]
- 2018:
  - Первенство России среди кадетов (90 кг) — ;
  - Первенство Европы среди кадетов (90 кг) — ;
  - 2х Кубок Европы среди кадетов (90 кг) — ;
- 2019:
  - 3х Кубок Европы среди юниоров (100 кг) — ;
- 2021:
  - Первенство Европы среди юниоров — ;
  - Первенство мира среди юниоров — ;
  - «Большой Шлем» Абу-Даби — ;
- 2022:
  - «Большой Шлем» Улан-Батор — ;
  - Всероссийская спартакиада — ;
  - Чемпионат России по дзюдо 2022 — ;
- 2023:
  - Гран-при Таджикистан — ;
  - «Большой Шлем» Астана, Токио — ;
  - «Большой Шлем» Баку — ;
  - Чемпионат Европы — ;
- 2024:
  - Гран-при Португалии — ;
  - «Большой Шлем» Ташкент — ;
  - Чемпионат Европы — ;
  - «Большой Шлем» Токио — ;
- 2025:
  - «Большой Шлем» Ташкент — ;
  - Чемпионат мира — ;

## Личная жизнь
Проживает в Москве. Студент заочного отделение Института физической культуры, спорта и здоровья при МПГУ.